# Fenestraja plutonia
Fenestraja plutonia (лат.) — вид хрящевых рыб семейства ромбовых скатов отряда скатообразных. Обитают в центрально-западной части Атлантического океана. Встречаются на глубине до 1024 м. Их крупные, уплощённые грудные плавники образуют диск в виде сердечка с округлыми краями. Максимальная зарегистрированная длина 27 см. Откладывают яйца. Не являются объектом целевого промысла.

## Таксономия
Впервые вид был научно описан в 1881 году как Raja plutonia. Видовой эпитет происходит от слова др.-греч. Πλούτων — «Плутон».

## Ареал
Эти батидемерсальные скаты обитают в центрально-западной Атлантике от Северной Каролины до Флорида-Кис, в водах Багамских островов, в северо-восточной части Мексиканского залива, у берегов Коста Рики, Колумбии, Венесуэлы, Гайаны и Суринама. Встречаются на глубине от 293 до 1024 м.

## Описание
Широкие и плоские грудные плавники этих скатов образуют диск в форме сердечка с округлым рылом и закруглёнными краями. На вентральной стороне диска расположены 5 жаберных щелей, ноздри и рот. На длинном хвосте имеются латеральные складки. У этих скатов 2 редуцированных спинных плавника и редуцированный хвостовой плавник.
В передней части диска и хвоста расположены более крупные шипы. Дорсальная поверхность диска от бледного желтовато-коричневого цвета до более тёмного серо-коричневого, красновато-коричневого или мышино-серого. Вентральная поверхность желтовато-белая. Максимальная зарегистрированная длина 27 см.

## Биология
Подобно прочим ромбовым эти скаты откладывают яйца, заключённые в жёсткую роговую капсулу с выступами на концах.

## Взаимодействие с человеком
Эти скаты не являются объектом целевого промысла. Потенциально могут попадаться в качестве прилова. Данных для оценки Международным союзом охраны природы охранного статуса вида недостаточно.